# Storfisktjärnen
Storfisktjärnen är en sjö i Krokoms kommun i Jämtland och ingår i Indalsälvens huvudavrinningsområde. Storfisktjärnen ligger i Gråberget-Hotagsfjällen Natura 2000-område.